# Чохлаев, Станислав Мусаевич
Станислав Мусаевич Чохлаев (род. 16 июня 1989 года, СССР) — российский лыжник и биатлонист, серебряный призёр Паралимпийских игр 2014 года в Сочи. Заслуженный мастер спорта России.

## Биография
Имеет инвалидность по зрению из-за несчастного случая. Начал заниматься пара-лыжным спортом в c. Серга. В 2009 году переехал в Пермь, где выступал в легкой атлетике, а также в лыжных гонках. Позднее сосредоточился только на лыжах. Тренируется по шесть дней в неделю.
На зимней Паралимпиаде в Сочи завоевал три медали — два серебра и бронзу, выступая со спортсменом-лидером Максимом Пироговым. С 2015 года работает с лидером Олегом Колодийчуком, стал в сезоне 2015/16 победителем общего зачёта Кубка мира и чемпионом России.

## Награды
Имеет национальное звание мастер спорта России международного класса по лыжным гонкам и биатлону. Награждён орденом Дружбы.